# Viaduct van Grandfey
Het viaduct van Grandfey is een spoorviaduct in het Zwitserse kanton Fribourg.

## Locatie
Het viaduct van Grandfey doorkruist het diepe dal van de Saane, verbindt het gehucht Grandfey in Granges-Paccot op de linkeroever met Düdingen op de rechteroever en ligt op enkele kilometers van de stad Fribourg. Het viaduct steekt de zogenaamde Röstigraben over, de taalgrens tussen Romandië en Duitstalig Zwitserland.

## Eerste viaduct van 1862
In 1856 gaf de Chemin de fer Lausanne-Fribourg-Berne, een private spoorwegmaatschappij, aan de Russisch-Zwitserse ingenieur Leopold Blotnitzki de opdracht om studies te voeren naar de bouw van een spoorwegbrug die de Saane kon overspannen, hetgeen het meest complexe bouwwerk zou worden van hun spoorwegennet. Later zouden een vierkoppige commissie het ontwerp van het viaduct afleveren. Het ging om de architecten Durbach, Karl Etzel, François Jacqmin en Wilhelm Nördlinger. De commissie baseerde zich voor het ontwerp op het viaduct van Crumlin in Wales en het Sitterviaduct nabij Sankt Gallen.
Het viaduct bestond uit twee sporen en werd opgetrokken met zes verticale tralieliggers die werden ondersteund door stenen pilaren van tot 32 meter hoog. Voor de pilaren werd 1300 ton gietijzer en 700 ton smeedijzer gebruikt en voor de balken 1250 ton smeedijzer. Onder de sporen werd ook een voetgangersverbinding aangelegd. De werken zouden duren van 1857 tot 1862.
Nördlinger zou zich later op het viaduct van Grandfey inspireren bij de bouw van het Busseau-viaduct in Frankrijk. Het viaduct stond tevens model voor het viaduct van Malleco in Chili.

## Tweede viaduct van 1927
Gezien doorheen de tijd de treinen zwaarder werden, volgde in 1892 voor de eerste maal verbouwingswerkzaamheden aan het viaduct. Men schakelde over van een dubbelspoor naar een enkelspoor en verlaagde de snelheid tot 40 km/h.
Vanwege de elektrificatie van het Zwitserse spoorwegennet diende de brug nogmaals te worden aangepast om zwaardere en snellere locomotieven en treinsamenstellingen te kunnen dragen. Hierdoor werd het viaduct in een nieuwe vorm heropgebouwd door de SBB-CFF-FFS, de Zwitserse federale spoorwegen. De spoorwegingenieurs baseerden zich voor de heropbouw op het viaduct van Le Day in het naburige kanton Vaud. De SBB stelde ingenieur Robert Maillart aan als projectleider. Hij was de pionier van grote betonconstructies in Zwitserland. Het tweede viaduct werd opgetrokken met zes brede betonnen bogen. Om het tweede viaduct te bouwen, werd gebruik gemaakt van de bestaande stalen bogen, waardoor het treinverkeer over het viaduct niet onderbroken diende te worden.
In de voetgangersdoorgang onder de sporen werd in 1987 een kunstwerk geplaatst van de Amerikaanse kunstenaar Richard Serra.

## Galerij

Viaduct van Grandfey
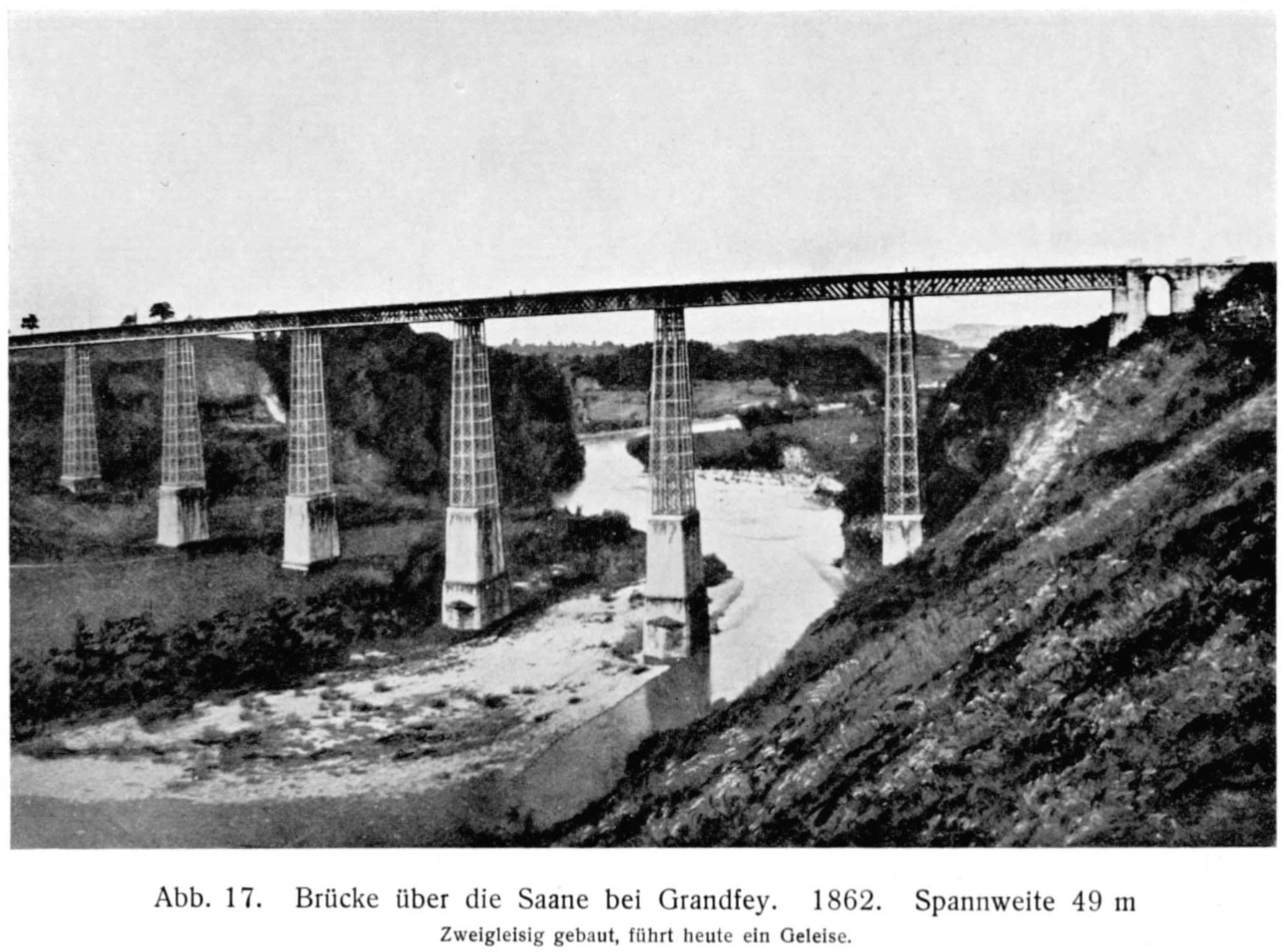
Het eerste viaduct van 1862.
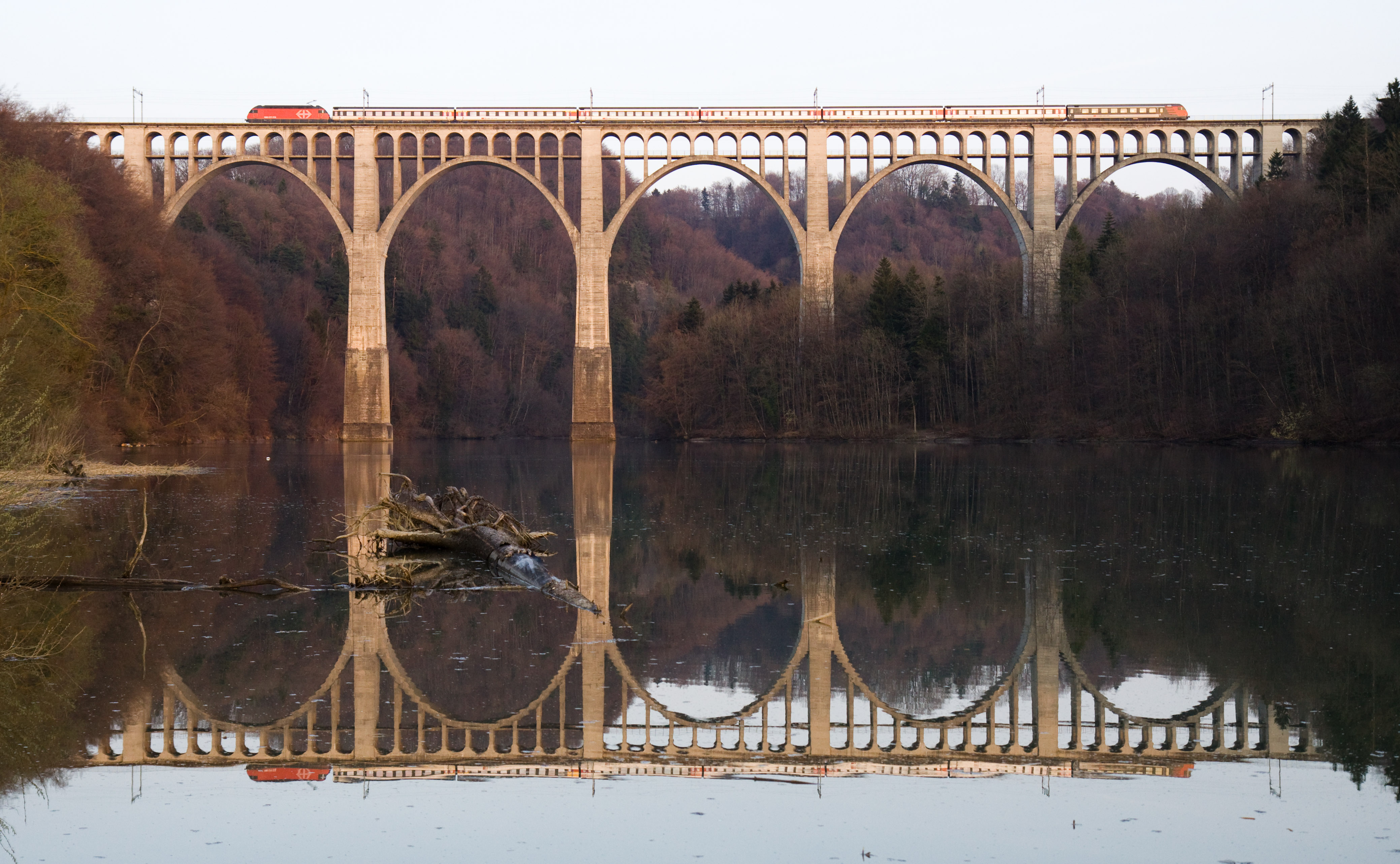
Het tweede viaduct van 1927.
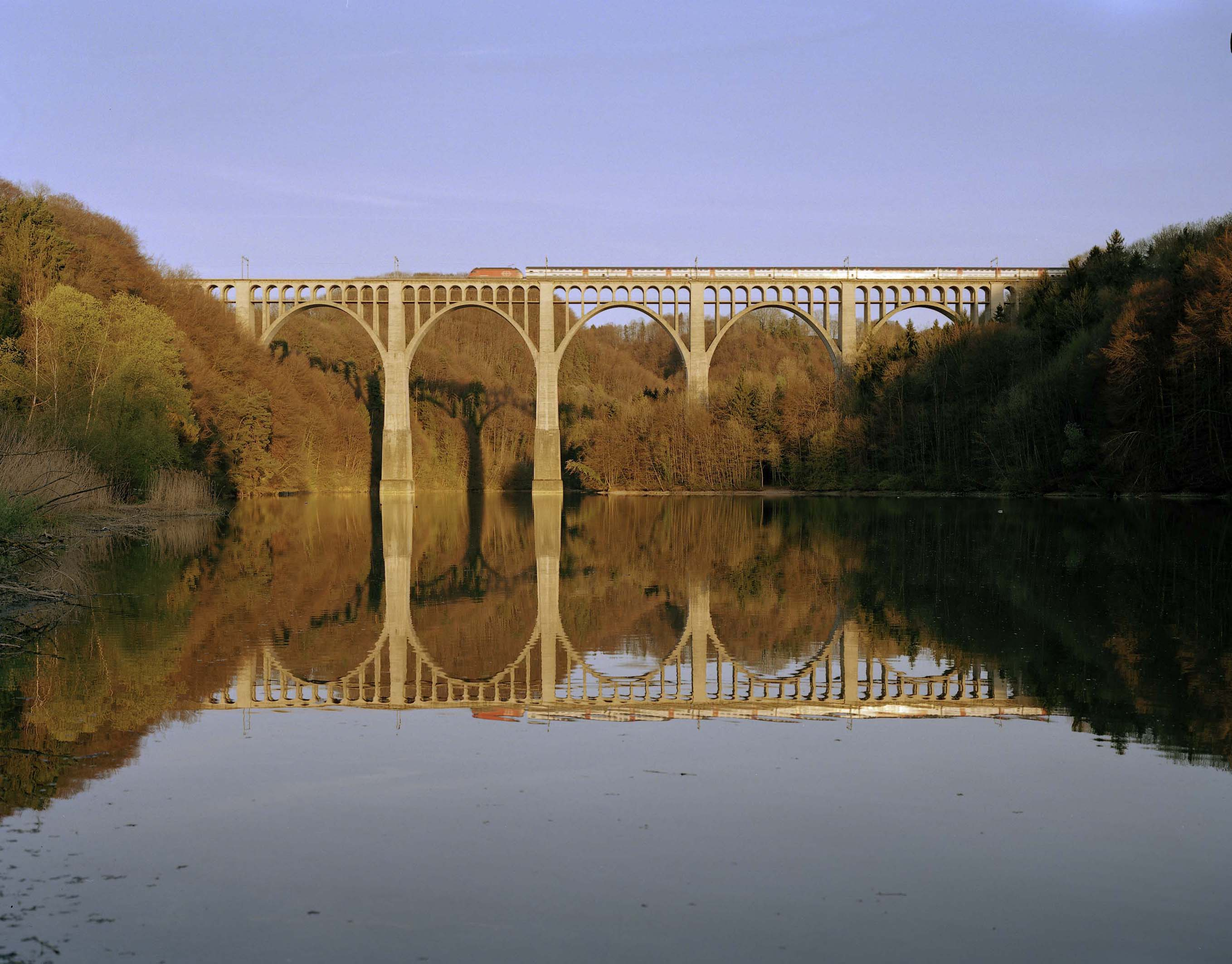
Het tweede viaduct van 1927.
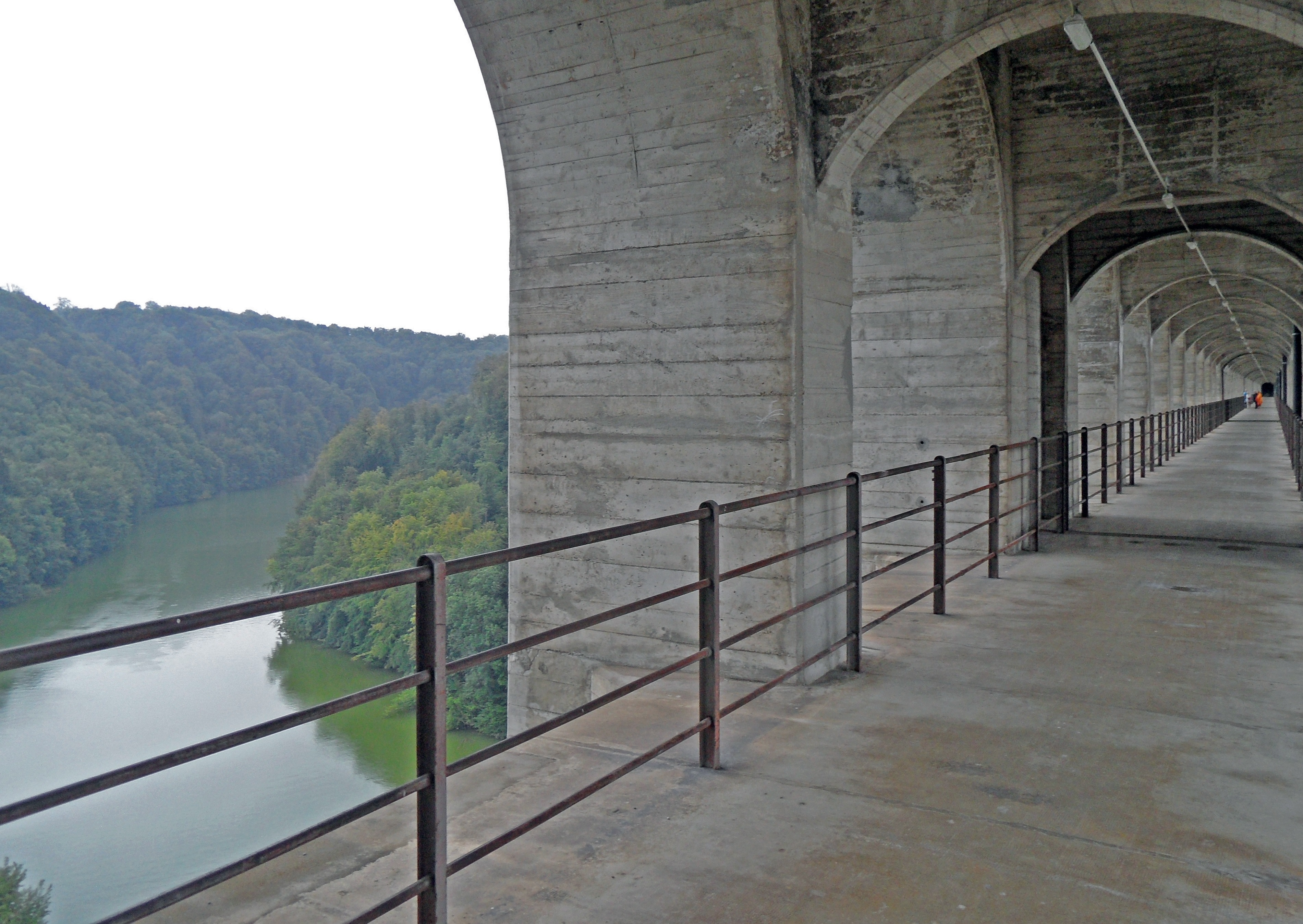
De voetgangersdoorgang van het viaduct.